# Ежов, Николай Константинович
Николай Константинович Ежов (28 декабря 1916, д. Сатырево, Юрьевский уезд, Владимирская губерния — 22 февраля 1940, п. Гаврилово, Ленинградская область) — Герой Советского Союза, командир танка 15-го танкового батальона (13-я лёгкая танковая бригада, 7-я армия, Северо-Западный фронт), младший командир взвода.

## Биография
Родился в 1916 году в деревне Сатырево (ныне Ильинского района Ивановской области) в семье крестьянина. Русский.
Окончил начальную школу. Работал трактористом в Аньковской МТС.
В РККА с октября 1937 года. Окончил полковую школу.
Участник советско-финской войны 1939—1940 годов. Командир танка младший комвзвод Ежов отличился зимой 1940 года в боях по прорыву укреплений рубежа противника южнее железнодорожной станции Кямяря (ныне Гаврилово Выборгского района Ленинградской области). Огнём и гусеницами танка подавил огневые точки противника, чем способствовал успешному наступлению стрелковых подразделений.
22 февраля 1940 года в лесу в километре от населённого пункта Пейямперы танк Ежова встал на узкой просеке из-за поломки. Экипажу пришлось заняться срочным ремонтом двигателя. В это время к танку направилась группа финских лыжников в белых маскхалатах. Экипаж принял неравный бой. Один за другим на снег падали сражённые товарищи Ежова. Сам он отстреливался, пока не кончились патроны. Последний оставил для себя, предпочтя смерть плену.
Похоронен в братской могиле в поселке Гаврилово.

## Награды
- Звание Героя Советского Союза Николаю Константиновичу Ежову присвоено посмертно 21 марта 1940 года.
- Награждён орденами Ленина и Красного Знамени.